# Labutta
Labutta är en stad i Myanmar. Den ligger i regionen Ayeyarwady, i den södra delen av landet, 400 km söder om huvudstaden Naypyidaw. Folkmängden uppgår till cirka 30 000 invånare.